# Loek Bodelier
Loek Bodelier (Rosmalen, 8 aprile 1966) è un pilota motociclistico olandese, ritiratosi dall'attività agonistica.

## Carriera
Nel 1990 ottiene diciotto punti e chiude al diciassettesimo posto nel campionato europeo classe 125, la stagione successiva, con sessanta punti, si classifica sesto. 
Debutta nel motomondiale nel 1992 come titolare in classe 125 su una Honda. In stagione non riesce però ad ottenere punti. L'anno seguente rimane nella stessa classe sempre sulla stessa moto. Malgrado un inizio promettente (qualificazione in prima fila in Australia) lascia la squadra dopo le prime 4 gare della stagione, tutte terminate con un ritiro. Dopo nello stesso anno corre due gare in classe 250 sempre su una Honda, non ottenendo punti neanche qui. La stagione seguente ritorna in 125 sempre titolare su una Honda. Ottiene finalmente i suoi primi punti iridati al gran premio d'Australia e arriva anche a conquistare anche il primo podio iridato classificandosi terzo nel gran premio di casa. A fine stagione arriva 15º in campionato con 48 punti. Le due stagioni seguenti sono sempre in 125. Nel 1995 cambia marca per la prima volta passando ad una Aprilia. Termina la stagione 28º in campionato con 7 punti dopo aver lasciato la squadra prima di metà stagione. L'anno successivo ritorna a guidare una Honda, e si classifica 27º in campionato con 4 punti. Dopo la fine della stagione lascia il motomondiale.

## Risultati nel motomondiale
| 1992 | Classe | Moto  |     |    |     |    |    |     |    |    |    |    |     |    |     |  |  | Punti | Pos. |
| ---- | ------ | ----- | --- | -- | --- | -- | -- | --- | -- | -- | -- | -- | --- | -- | --- |  |  | ----- | ---- |
| 1992 | 125    | Honda | Rit | 21 | Rit | 11 | 15 | Rit | 21 | 13 | 12 | 18 | Rit | 12 | Rit |  |  | 0     |      |

| 1993 | Classe | Moto  |     |     |     |     |  |  |  |  |  |  |  |  |  |  |  | Punti | Pos. |
| ---- | ------ | ----- | --- | --- | --- | --- |  |  |  |  |  |  |  |  |  |  |  | ----- | ---- |
| 1993 | 125    | Honda | Rit | Rit | Rit | Rit |  |  |  |  |  |  |  |  |  |  |  | 0     |      |

| 1993 | Classe | Moto  |  |  |  |  |  |  |     |    |  |  |  |  |  |  |  | Punti | Pos. |
| ---- | ------ | ----- |  |  |  |  |  |  | --- | -- |  |  |  |  |  |  |  | ----- | ---- |
| 1993 | 250    | Honda |  |  |  |  |  |  | Rit | 23 |  |  |  |  |  |  |  | 0     |      |

| 1994 | Classe | Moto  |    |     |    |   |    |    |   |    |     |     |    |     |     |   |  | Punti | Pos. |
| ---- | ------ | ----- | -- | --- | -- | - | -- | -- | - | -- | --- | --- | -- | --- | --- | - |  | ----- | ---- |
| 1994 | 125    | Honda | 11 | Rit | 11 | 8 | 18 | 15 | 3 | 12 | Rit | Rit | 14 | Rit | Rit | 9 |  | 48    | 15º  |

| 1995 | Classe | Moto    |   |     |    |     |     |     |  |  |  |  |  |  |  |  |  | Punti | Pos. |
| ---- | ------ | ------- | - | --- | -- | --- | --- | --- |  |  |  |  |  |  |  |  |  | ----- | ---- |
| 1995 | 125    | Aprilia | 9 | Rit | 19 | Rit | Rit | Rit |  |  |  |  |  |  |  |  |  | 7     | 28º  |

| 1996 | Classe | Moto  |    |     |  |    |     |    |    |     |     |    |    |     |     |     |     | Punti | Pos. |
| ---- | ------ | ----- | -- | --- |  | -- | --- | -- | -- | --- | --- | -- | -- | --- | --- | --- | --- | ----- | ---- |
| 1996 | 125    | Honda | 18 | Rit |  | 21 | Rit | 17 | 12 | Rit | Rit | 20 | 24 | Rit | Rit | Rit | Rit | 4     | 27º  |

| Legenda | 1º posto        | 2º posto            | 3º posto            | A punti      | Senza punti        | Grassetto – Pole position Corsivo – Giro più veloce |
| Legenda | Gara non valida | Non qual./Non part. | Ritirato/Non class. | Squalificato | '-' Dato non disp. | Grassetto – Pole position Corsivo – Giro più veloce |